# Aristolochia pierrei
Aristolochia pierrei là một loài thực vật có hoa trong họ Aristolochiaceae. Loài này được Lecomte mô tả khoa học đầu tiên năm 1909.